# التصويت الإلكتروني في الهند

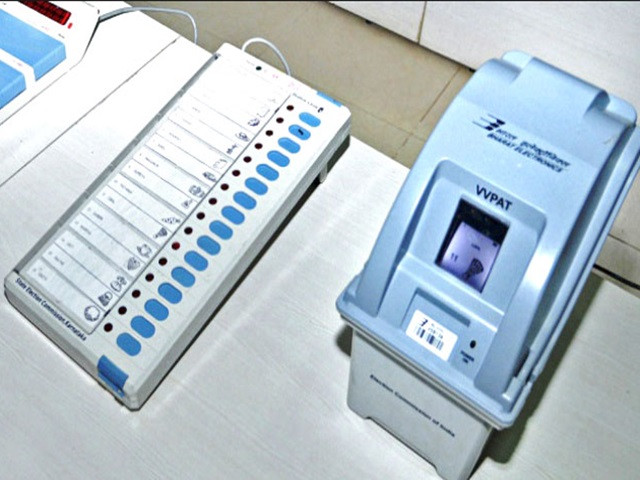
استخدام VVPAT مع آلات التصويت الإلكترونية في الانتخابات الهندية

التصويت الإلكتروني في الهندElectronic voting in India- التصويت الإلكتروني هو الوسيلة النموذجية لإجراء الانتخابات باستخدام آلات التصويت الإلكترونية (EVMs) في الهند. وقد تم تطوير النظام لصالح لجنة الانتخابات في الهند من قبل شركة الإلكترونيات الهندية المحدودة Electronics Corporation of India المملوكة للدولة وشركة بهارات للإلكترونيات Bharat Electronics. وبداية من أواخر تسعينيات القرن العشرين، تم إدخال هذه الوسيلة في الانتخابات الهندية، ولكن على عدة مراحل.
وقبل إدخال التصويت الإلكتروني في الهند، كان يتم استخدام بطاقات الاقتراع الورقية، ويتم فرز الأصوات يدوياً. وقد كانت بطاقات الاقتراع المطبوعة باهظة الثمن، وتتطلب موارد كبيرة بعد التصويت، كما أنها في حاجة إلى ووقتًا طويلاً لفرز الأصوات الفردية، بالإضافة إلى أنها كانت عرضة للتصويت الاحتيالي عن طريق استخدام بطاقات اقتراع مزورة مملوءة مسبقًا. وقد أدى إدخال آلات التصويت الإلكترونية في الهند إلى خفض التكاليف بشكل كبير، وتقليص وقت العد لتمكين الإعلان عن النتائج بشكل أسرع، والقضاء على الممارسات الاحتيالية بفضل ميزات السلامة مثل القفل الأمني، والحدود المفروضة على معدل التصويت في الدقيقة، والتحقق من بصمات الإبهام. وتعد أجهزة EVM أجهزة مستقلة تستخدم خاصية الكتابة مرة واحدة وقراءة العديد من الذاكرة. وهي مستقلة بذاتها، وتعمل بالبطارية ولا تحتاج إلى أي قدرة على الاتصال بالشبكات. لا تحتوي على أي مكونات لاسلكية أو سلكية تتصل بالإنترنت.
وعلى الرغم من ذلك، ففي بعض الأحيان، زعمت أحزاب المعارضة المختلفة في الهند وجود عيوب في آلات التصويت الإلكترونية بعد فشلها في هزيمة الرئيس الحالي. وفي عام 2011م، وجهت المحكمة العليا في الهند لجنة الانتخابات بإدراج سجل ورقي للمساعدة في تأكيد التشغيل الموثوق لآلات التصويت الإلكترونية. وقد طورت لجنة الانتخابات آلات التصويت الإلكترونية مع مسار تدقيق ورقي تم التحقق منه من قبل الناخبين (VVPAT) والذي تم تجربته في الانتخابات العامة الهندية عام 2014م. وبعد الحكم الذي أصدرته المحكمة العليا في عام 2019م، يتم استخدام آلات التصويت الإلكترونية المصاحبة لـ VVPAT في جميع الانتخابات مع التحقق من نسبة صغيرة (2٪) من VVPAT لضمان الموثوقية قبل التصديق على النتائج النهائية.
وقد زعمت لجنة الانتخابات الهندية أيضًا أن الآلات وفحوصات النظام وإجراءات الحماية وبروتوكولات الانتخابات مقاومة للتلاعب. ومن أجل تخفيف أي شكوك بشأن الأجهزة، قبل يوم الانتخابات، يتم إدخال عينة من الأصوات لكل مرشح حزب سياسي في كل جهاز، بحضور وكلاء الاقتراع، وفي نهاية هذه العملية التجريبية، يتم فرز الأصوات ومطابقتها مع عينات الأصوات المدخلة، للتأكد من عدم العبث بأجهزة الجهاز، وأنها تعمل بشكل موثوق وأنه لا توجد أصوات مخفية مسجلة مسبقًا في كل جهاز.

## خلفية
لقد تم استخدام بطاقات الاقتراع الورقية حصريًا أثناء الانتخابات في الهند حتى تسعينيات القرن العشرين.   مع استخدام بطاقات الاقتراع الورقية، كانت هناك حاجة إلى موارد كبيرة للطباعة والنقل والتخزين وفرز بطاقات الاقتراع الفردية.  كما كانت بطاقات الاقتراع الورقية عرضة للتصويت الاحتيالي والاستيلاء على الصناديق، حيث استولى الموالون للحزب على الصناديق وملأوها ببطاقات اقتراع مزيفة معبأة مسبقًا.   ومنذ أواخر الخمسينيات من القرن العشرين، كانت هناك حالات موثقة متعددة لمثل هذه الأنشطة المبلغ عنها، وتزايدت المشكلة في الفترة ما بين الخمسينيات والثمانينيات، لتصبح مشكلة خطيرة وواسعة النطاق في بعض الولايات والمناطق الهندية، وغالبًا ما تكون مصحوبة بالعنف.   وفي أواخر سبعينيات القرن العشرين، سعت لجنة الانتخابات الهندية إلى إيجاد حل للقضايا، الأمر الذي أدى إلى تطوير آلات التصويت الإلكترونية (EVM).  

## تاريخ

### التصميم والتقديم
تم اقتراح فكرة استخدام آلة التصويت الإلكترونية (EVM) في عام 1977م، وتم تكليف شركة الإلكترونيات الهندية (ECIL) بتطويرها. وتم تطوير نموذج عملي في عام 1979م، وتم عرضه على الأحزاب السياسية المختلفة في أغسطس 1980م.  وتم تكليف شركة بهارات للإلكترونيات Bharat Electronics (BEL) وشركة ECIL بتصنيع آلات التصويت الإلكترونية.  وقد تم تجربة آلات التصويت الإلكترونية لأول مرة في مايو 1982م، وذلك في الانتخابات الفرعية لدائرة بارافور في ولاية كيرلا في عدد محدود من مراكز الاقتراع.   وفي حكم المحكمة بشأن قضية مرفوعة ضد استخدام آلات التصويت الإلكترونية في الانتخابات الفرعية، قضت المحكمة العليا الهندية بأن قانون تمثيل الشعب لعام 1951م وقواعد إجراء الانتخابات لعام 1961م ينصان على استخدام بطاقات الاقتراع الورقية ويحظران استخدام أي أساليب جديدة بما في ذلك التصويت الإلكتروني. وذكرت المحكمة أن الطريقة التي صدرت بها الأوامر لاستخدام آلات التصويت الإلكترونية غير دستورية، وأن استخدام أي وسيلة بديلة يتطلب تحديدها بموجب القانون. وبحلول وقت صدور الحكم في القضية، كانت آلات التصويت الإلكترونية قد استُخدمت بالفعل في عدة انتخابات أخرى، ولم تحكم المحكمة على نتائج تلك الانتخابات. 

### اعتماد أوسع
وبعد صدور حكم المحكمة، ونظرًا لعدم وجود أي بند يسمح صراحةً باستخدام آلات التصويت الإلكترونية، لم يتم نشرها على الفور.  وفي ديسمبر 1988م، أقر البرلمان الهندي تعديلاً على قانون تمثيل الشعب لعام 1951م يسمح باستخدام آلات التصويت الإلكترونية، ودخل التعديل حيز التنفيذ في مارس 1989م.   وفي مارس 1992م، أجرت حكومة الهند تعديلات على قواعد إجراء الانتخابات لعام 1961م من أجل السماح باستخدام التصويت الإلكتروني.  وقد تأخر نشر آلات التصويت الإلكترونية؛ بسبب عدم التوصل إلى توافق عام مع الأحزاب السياسية وأصحاب المصلحة الآخرين بشأن استخدام آلات التصويت الإلكترونية.  وفي عام 1998م، تم استخدام الآلات على أساس تجريبي في 25 دائرة انتخابية للجمعية الوطنية خلال الانتخابات الجمعية في راجاستان ومدهيا برديش ودلهي. وفي مايو 2001م، تم استخدام آلات التصويت الإلكترونية في جميع الدوائر الانتخابية لانتخابات الجمعية التشريعية في ولايات تاميل نادو وكيرلا وبودوتشيري والبنغال الغربية . وفي عام 2004م، في الانتخابات العامة، تم استخدام آلات التصويت الإلكترونية في جميع الدوائر البرلمانية البالغ عددها 543 دائرة لأول مرة. منذ ذلك الوقت، يتم إجراء جميع انتخابات الجمعية الوطنية والبرلمانية باستخدام آلات التصويت الإلكترونية.   

### تحسينات إضافية
وبما أنه كان من الممكن معرفة عدد الأشخاص في مركز الاقتراع الذين صوتوا بالضبط لصالح مرشح ما، كان هناك احتمال أن ُيظهر المرشح الفائز المحسوبية، أو يحمل ضغينة في مناطق معينة اعتمادًا على الأصوات التي حصل عليها. ومن أجل التخفيف من حدة هذه المشكلة المحتملة، تم تطوير جهاز تجميعي في عام 2008م، والذي تم توصيله بالعديد من وحدات آلات التصويت الإلكترونية، بحيث يتم عرض النتائج الإجمالية فقط بدلاً من الأصوات من الآلات الفردية.  
وبعد التشاور مع الأحزاب السياسية في عام 2010م، عينت لجنة الانتخابات لجنة فنية من الخبراء لدراسة مدى جدوى مسار التدقيق الورقي الذي تم التحقق منه من قبل الناخبين (VVPAT) في آلات التصويت الإلكترونية كإجراء للشفافية.  وقد كُلِّفت اللجنة بدراسة إمكانية عرض ورقة مطبوعة على الناخب تتضمن رمز الحزب الذي أدلى بصوته.  وبناءً على توصية اللجنة، تم تطوير نظام VVPAT، وتم وضعه في التجارب الميدانية في عام 2011م.   وفي يوليو 2011م، أجريت تجارب في 175 مركز اقتراع في كل من: لداخ، وتريفانانثابورام، وتشيرابونجي، وشرق دلهي، وجيسلمير لاختبار أداء نظام VVPAT في ظل ظروف جوية مختلفة.  
وتم تقديم VVPAT بشكل تجريبي في استطلاع فرعي في نوكسن في ناجالاند في سبتمبر 2013م.   وقد تم استخدامه لاحقًا في العديد من الانتخابات التشريعية، وكذلك في ثماني دوائر انتخابية في لوك سابها في الانتخابات العامة الهندية عام 2014م.    وبناءً على توجيه من المحكمة العليا في 8 أكتوبر 2013م، قدمت لجنة الانتخابات في الهند أجهزة التصويت بالفيديو (VVPAT) إلى جانب آلات التصويت الإلكترونية على عدة مراحل.   وفي عام 2019م، وجهت المحكمة العليا أيضًا بضرورة التحقق من نسبة صغيرة تقدر بــ (2%) من اختبارات VVPAT، من أجل ضمان الموثوقية قبل اعتماد النتائج النهائية.  

## التصميم والتكنولوجيا

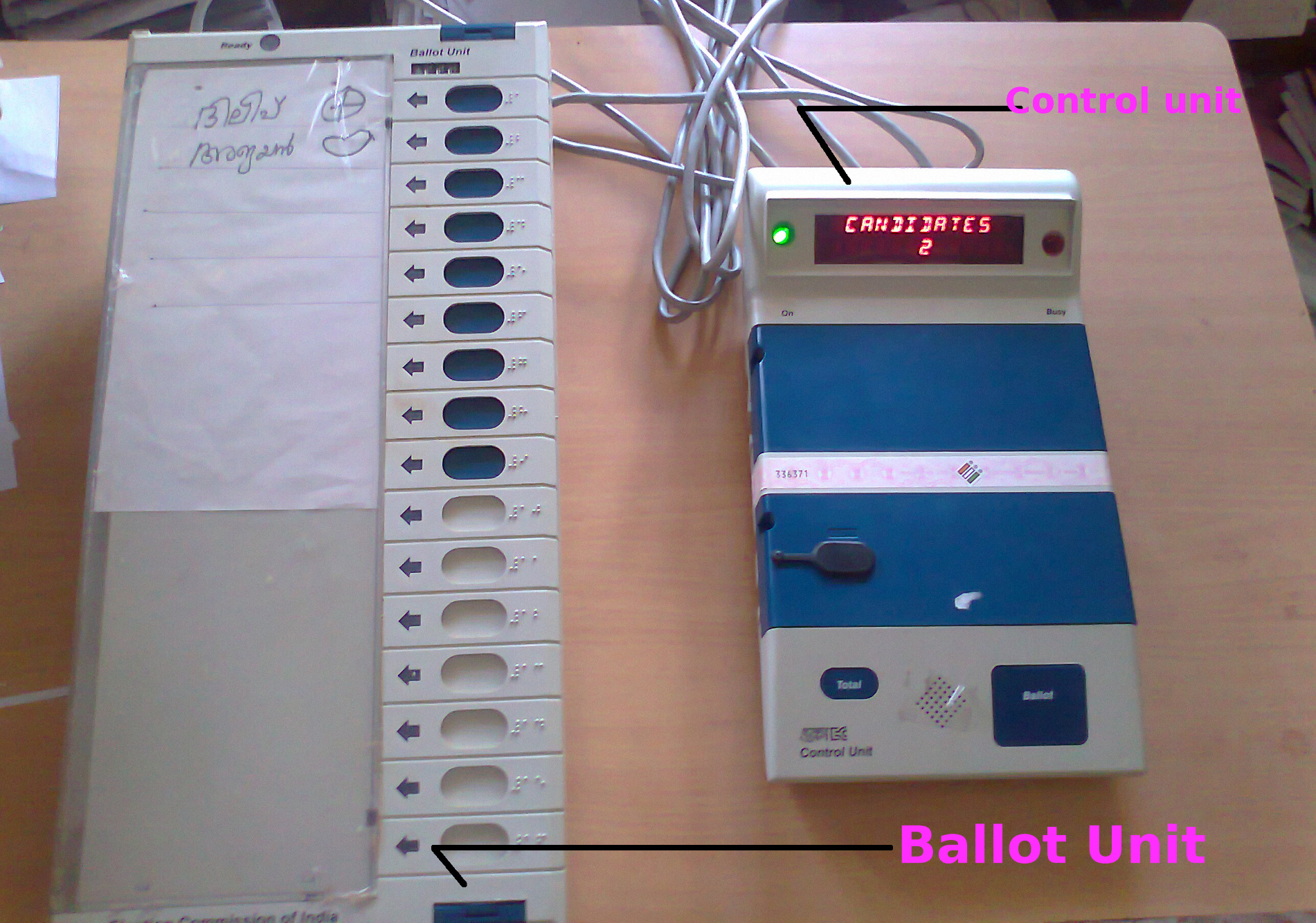
وحدة الاقتراع (يسار) ووحدة التحكم (يمين)

لقد تم تصميم آلة التصويت الإلكترونية من قبل فريق بقيادة AG Rao و Ravi Poovaiah ، الأستاذين في معهد مومباي للتكنولوجيا.  وتتكون آلة التصويت الإلكترونية من وحدتين، وحدة التحكم ووحدة الاقتراع، متصلتين بكابل.   تسهل وحدة الاقتراع عملية التصويت الفعلية للناخب وتتكون من شاشة ورقة اقتراع تحتوي على أسماء المرشحين ورموزهم إلى جانب أزرار مُسمّاة وأضواء مؤشر وعلامات بريل. وحدة التحكم مسؤولة عن التحكم التشغيلي لوحدات الاقتراع وتخزين عدد الأصوات وعرض النتائج على شاشات LED. ويتم برمجة وحدة التحكم مسبقًا في وقت التصنيع، ولا يمكن تغييرها لاحقًا. 
يتم تشغيل الآلات بواسطة بطارية 7.5 فولت مدمجة في وحدة التحكم.   وقد اختار المصممون عمدًا استخدام طاقة البطارية، لمنع احتمالية تداخل كابلات الطاقة مع التشغيل، ويمكن لأجهزة التصويت الإلكترونية أن تعمل بدون مصدر طاقة ثانوي.  الوحدتان تعملان معًا ولا يمكنهما العمل بشكل مستقل. كما أن آلات التصويت الإلكترونية لا تحتوي على أي مكونات اتصال أو واجهة إنترنت. وتحتوي وحدة الاقتراع على ساعة داخلية وبروتوكول مبرمج مسبقًا ويتم من خلالها تسجيل كل حدث إدخال وإخراج مع علامة زمنية بشرط أن تكون مزودة بالطاقة. 
ويمكن لوحدة اقتراع واحدة أن تضم ما يصل إلى 16 مرشحًا، وكجانب من التصميم الأولي، يمكن ربط ما يصل إلى أربع وحدات اقتراع بالتوازي مع وحدة تحكم واحدة لتلبية احتياجات ما يصل إلى 64 مرشحًا. بعد الترقية التي تمت في عام 2013م، وقد أصبح من الممكن الآن ربط 24 وحدة اقتراع بوحدة واحدة بحيث يمكنها تلبية احتياجات ما يصل إلى 384 مرشحًا.    كما يمكن لجهاز واحد تسجيل ما يصل إلى 2000 صوتًا.  وتم تصميم هذه الأجهزة من أجل منع الاحتيال، وذلك من خلال الحد من عدد الأصوات الجديدة التي يمكن إدخالها في الجهاز خلال فترة زمنية محددة. في دقيقة واحدة، يمكن لآلات التصويت الإلكترونية تسجيل ما يصل إلى خمسة أصوات.   وقد تم تجهيز الإصدارات الأحدث من آلات التصويت الإلكترونية جميعها بقدرة VVPAT.  كان نظام VVPAT، الذي كان بمثابة ترقية لأجهزة التصويت الإلكترونية، يحتوي على برنامج معدّل يسمح بتوصيل الطابعة بالجهاز.  في يونيو 2018م، تمت إضافة غطاء مدمج لحماية الطابعة والأجهزة الأخرى من الضوء الزائد والحرارة في أنظمة VVPAT. 

## الاستخدام

رسم تخطيطي لوحدة الاقتراع في آلة التصويت الإلكترونية المستخدمة للإدلاء بالأصوات

في الغالب يتم جرد أجهزة التصويت الإلكترونية وتخزينها في أماكن آمنة، وذلك عندما لا تكون قيد الاستخدام. ويتم تعقبهم من قبل لجنة الانتخابات في الهند على أساس الوقت الحقيقي وتوزيعهم عشوائيًا على مراكز الاقتراع.   في عام 2017م، قررت لجنة الانتخابات استبدال جميع آلات الجيل الأول ومعظم الآلات المستخدمة في عام 2024 التي تنتمي إلى الجيل الثالث.   قبل الانتخابات، يتم توزيع الأجهزة بشكل عشوائي على مراكز الاقتراع، ويتم إجراء فحوصات للعينات للتأكد من حالة العمل. كما أنه يتم إدخال أوراق الاقتراع في شاشات العرض في وحدة الاقتراع ويتم إدخال الأصوات الاختبارية لكل مرشح في الجهاز وذلك بحضور وكلاء الاقتراع ويتم احتسابها لتتناسب مع أصوات العينة المدخلة.  
وقبل عملية التصويت، يتم إغلاق وحدات التحكم. ويتم تشغيل وحدة التحكم من قبل موظف غرفة الاقتراع، في حين يتم تشغيل وحدة الاقتراع من قبل الناخب في خصوصية. يقوم الموظف بتأكيد هوية الناخب قبل تفعيل وحدة الاقتراع إلكترونيًا لقبول تصويت جديد. بمجرد قيام الناخب بإدخال صوته، تقوم وحدة الاقتراع بعرض الصوت للناخب وتسجيله في ذاكرتها. بعد التصويت، يضغط موظف الاقتراع على زر الإغلاق، وتقوم وحدة التحكم بتسجيل الأصوات التي تم الاقتراع عليها.   ويتم تحديد الوحدات من خلال أرقام تعريف فريدة ويتم تصميم وحدة تحكم معينة للعمل مع وحدة اقتراع محددة.   وبمجرد اكتمال عملية الاقتراع، يتم تسجيل الأصوات في ذاكرة الجهاز بنفس ترتيب الاقتراع، ويتم تعطيل قدرة الجهاز على قبول أصوات إضافية جديدة.   كما يمكن لوحدة التحكم تخزين التصويت في ذاكرتها لمدة تزيد عن عشر سنوات.   في نظام VVPAT، عندما يتم الإدلاء بصوت، يتم تسجيله في ذاكرته وفي نفس الوقت يتم طباعة الرقم التسلسلي وبيانات التصويت للناخب للتحقق منها.  وتحتفظ لجنة الانتخابات بقاعدة بيانات لبصمات الإبهام وتوقيعات الناخبين، بالإضافة إلى الهوية، والتي يتم مطابقتها من أجل تحديد مدى أهلية الناخب للتصويت، والتأكد من عدم تمكن الناخب من الإدلاء بصوته أكثر من مرة.  
وبعد إغلاق صناديق الاقتراع في يوم الانتخابات، يقوم رئيس اللجنة بتسليم كشف بالأصوات المسجلة في كل جهاز إلى وكلاء الاقتراع في الأحزاب السياسية.  ويتم فصل الوحدات ونقل وحدات التحكم وتخزينها بشكل منفصل في أماكن مغلقة ومأمنة.    وفي وقت فرز الأصوات، يتم عرض النتائج على وحدة التحكم عند الضغط على زر "النتيجة".   ولكن لا يمكن الضغط على الزر قبل إغلاق الاقتراع من قبل موظف الاقتراع المسؤول. وعادة ما يتم إخفاؤها وعرضها فقط في مركز العد بحضور الضابط المعين. كما يتم أيضًا جمع الإجمالي المعروض مع العدد المقدم في يوم الاقتراع.  

## التكلفة والكفاءة
لقد بلغت تكلفة التصنيع لكل آلة تصويت إلكترونية حوالي 5500 روبية هندية (91 دولار أمريكي) وذلك للدفعة الأولى من الآلات التي تم شراؤها في عامي 1989 و1990م. وتم تقدير تكلفة إنتاج النماذج اللاحقة بـ 8670 روبية هندية (140 دولار أمريكي) وذلك في عام 2006م.  كما تم تقدير التكلفة بـ 10500 روبية هندية (170 دولار أمريكي) لكل وحدة بناءً على طلب إضافي تم تقديمه في عام 2014م.  وعلى الرغم من أن التصميم والإنتاج والمشتريات كانت تتطلب رأس مال مكثف، إلا أنها ساعدت في خفض التكلفة المتكبدة في طباعة أوراق الاقتراع ونقلها وتخزينها وموظفي الفرز والأجور المدفوعة لهم.  حيث تُعد آلات التصويت الإلكترونية أسهل في النقل مقارنة بصناديق الاقتراع لأنها أخف وزنًا وأكثر قابلية للحمل وتأتي مع حقائب حمل من البولي بروبيلين.  ونظرًا لانخفاض احتمالية ارتكاب مخالفات ورفض الأصوات، فإن هذا يلغي شرط إعادة الاقتراع بسبب هذه المشكلات.  وقد أشارت دراسة مستقلة أيضًا إلى أن تصويت القسم الأضعف اقتصاديًا قد زاد بسبب سهولة الاستخدام مع آلات التصويت الإلكترونية.  هذا ويُقدر العمر الافتراضي لآلة التصويت الإلكترونية بـ 15 عامًا.  

## مصداقية

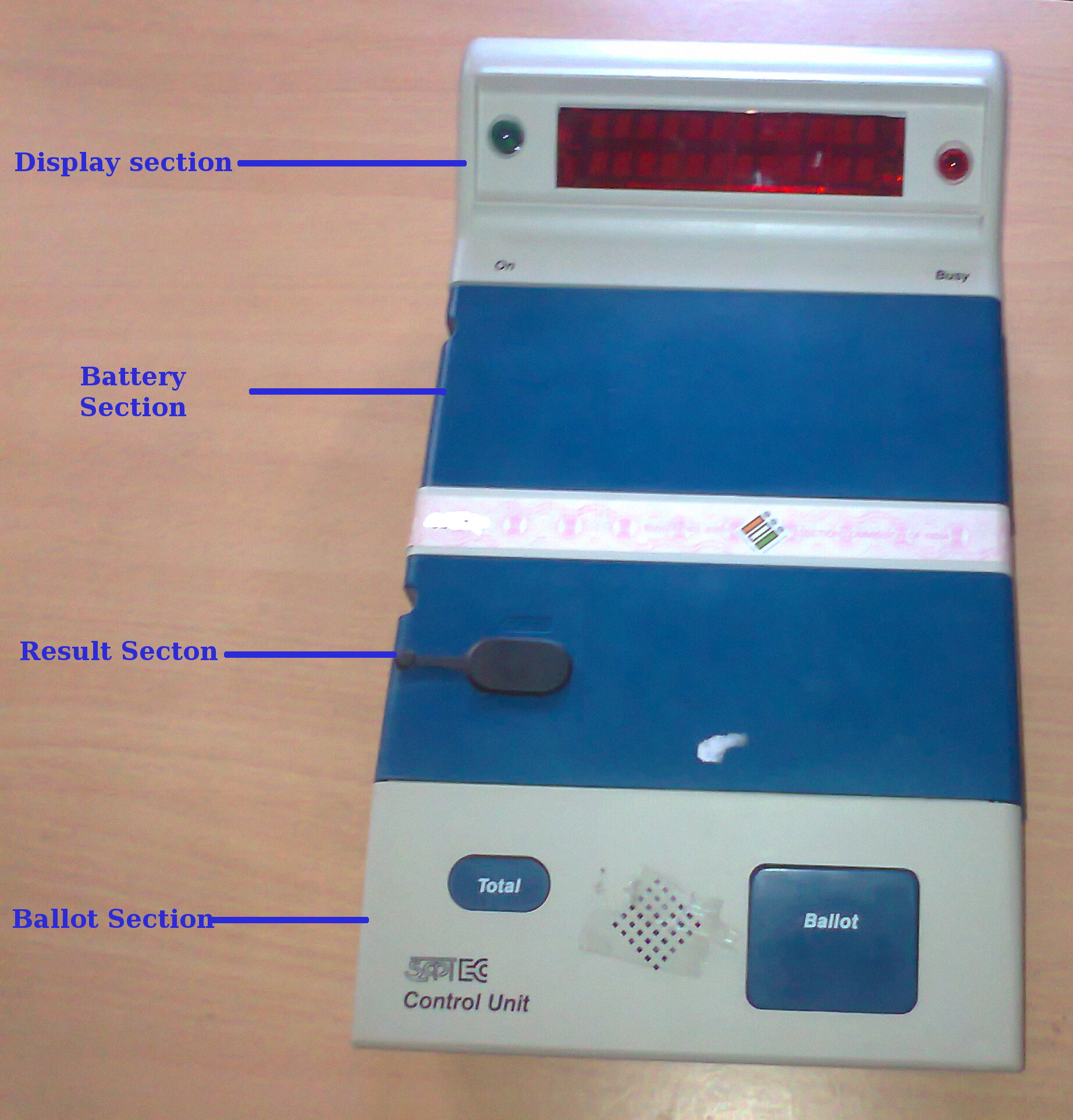
وحدة التحكم في آلة التصويت الإلكترونية التي قيل إنها مقاومة للتلاعب من قبل لجنة الانتخابات في الهند

أثار الأكاديميون والسياسيون مسألة استخدام آلات التصويت الإلكترونية والعديد من التساؤلات حول موثوقيتها. في فبراير2010م، ألقى مؤتمر دولي عقد برئاسة سوبرامانيان سوامي باللوم على لجنة الانتخابات لتجاهلها مسؤوليتها عن إثبات شفافية آلات التصويت الإلكترونية.  وفي أبريل من العام ذاته، وجد تحليل أمني مستقل أجراه كل من: هاري ك. براساد، وروب جونجريجب، وأليكس هالديرمان، أن الأجهزة يمكن التلاعب بها من قبل الأشخاص الذين لديهم إمكانية الوصول الفعلي إلى الأجهزة. كما أنه أثناء عملية التصنيع، قد يتمكن الأشخاص الذين لديهم إمكانية الوصول إلى عملية التصويت من إدراج أجهزة ضارة، وقد يتمكن الأشخاص الذين لديهم إمكانية الوصول الفعلي بين التصويت والفرز من تغيير إجمالي الأصوات أو معرفة النتائج في وقت مبكر. واقترحوا الانتقال إلى نظام تصويت يوفر شفافية أكبر مثل بطاقات الاقتراع الورقية، أو المسح الضوئي الضوئي للدوائر الانتخابية، أو مسار تدقيق ورقي تم التحقق منه من قبل الناخبين حتى يتمكن الناخبون المتشككون من مراقبة عملية العد الفعلية لاكتساب الثقة في أن النتيجة عادلة.  وفي أغسطس 2010م، تم اتهام أحد مؤلفي البحث بالاشتباه في سرقة آلة التصويت الإلكترونية.  وقد أعرب بحث أجرته الصحيفة الهندوسية عن مخاوف مماثلة بشأن إمكانية التلاعب بآلات التصويت الإلكترونية أثناء التصنيع والتخزين خلال الفترات غير الانتخابية وصيانة الآلات من قبل فنيين معتمدين. وتم الاقتراح أيضًا باستخدام السجلات الورقية للتحقق واستخدام وحدات المصادقة للتحقق من الأجهزة بحثًا عن وحدات مزيفة أو تم العبث بها. 
وفي أغسطس 2017م، تم اختراق أجهزة التصويت الإلكترونية من عدة دول، وذلك من قبل مبرمجين في قرية اختراق أجهزة التصويت الإلكترونية في مؤتمر ديف كون DEF CON الخامس والعشرين، والذي عقد في مدينة لاس فيجاس الأمريكية.   ومع ذلك، لم يتم تضمين آلات التصويت الإلكترونية المصنوعة في الهند كجزء من الحدث.   وفي العام نفسه، نظمت لجنة الانتخابات مسابقة مفتوحة لتشجيع الناس على محاولة اختراق آلات التصويت الإلكترونية التي تستخدمها اللجنة في الانتخابات الهندية المختلفة.  وفي حين أعلنت اللجنة أنه لم يتم بذل أي محاولات لإثبات أي نقاط ضعف في الحدث، زعم المشاركون المسجلون أن اللجنة لم توفر سوى عدد قليل من الأجهزة المختارة وفرضت شروطًا إضافية.  وفي يناير 2019م، ادعى خبير إلكتروني يقيم في لندن أن النتائج يمكن التلاعب بها باستخدام إشارات ذات تردد منخفض. غير أن لجنة الانتخابات رفضت هذه الاتهامات؛ لأن الأجهزة لم تستخدم الترددات اللاسلكية للتواصل مع أجهزة أخرى ولم يقدم الخبير أي دليل لإثبات اختراق الأجهزة.  
وقد رفض كل من: لجنة الانتخابات، ومصنعو آلات التصويت الإلكترونية بإدعاء إمكانية التلاعب بآلات التصويت الإلكترونية.  وأكدوا في أكثر من مناسبة أن الآلات مقاومة للتلاعب، حيث يتم برمجتها في منشأة تصنيع آمنة. كما زعموا أنه لا توجد أجهزة اتصال أو إرسال متصلة بالآلات وأن الآلات مخزنة بشكل آمن بنظام تسجيل في الوقت الفعلي في الآلة يكتشف أي وصول أو محاولات للتغيير.    وأثيرت مخاوف أيضًا بشأن البرنامج الذي يمكن التلاعب به أثناء البرمجة الأولية والذي يمكن برمجته لتسجيل زر معين. وردت اللجنة بأن الأزرار قابلة للتبديل وأن ترتيب المرشحين يتم اختياره بشكل عشوائي. 
كانت هناك العديد من القضايا المرفوعة ضد استخدام آلات التصويت الإلكترونية أمام المحاكم العليا في الولايات والمحكمة العليا في الهند. وقد رفضت المحاكم هذه القضايا في كثير من الأحيان وحكمت لصالح لجنة الانتخابات، وأعلنت المحكمة العليا أن استخدام آلات التصويت الإلكترونية صالح دستوريًا.    وقد تم رفع دعوى مصلحة عامة في المحكمة العليا في عام 2011م من أجل توجيه لجنة الانتخابات بتعديل آلات التصويت الإلكترونية بحيث تقوم بإعطاء ورقة مطبوعة برمز الحزب الذي صوت الناخب لصالحه.    في 17 يناير 2012م، طلبت محكمة دلهي العليا في حكمها بشأن التماس سوبرامانيان سوامي الذي طعن في استخدام آلات التصويت الإلكترونية في شكلها الحالي من لجنة الانتخابات عقد مشاورات أوسع نطاقاً مع السلطة التنفيذية والأحزاب السياسية وأصحاب المصلحة الآخرين بشأن هذه المسألة.  وبعد المزيد من الالتماسات المقدمة إلى المحكمة العليا والحكم اللاحق في عام 2013م، كل ذلك أدى إلى استخدام إجراءات VVPAT.   

## التصدير إلى دول أخرى
استحوذت دول مثل: نيبال، وبوتان، وناميبيا، وكينيا على آلات التصويت الإلكترونية المصنعة في الهند.  وفي عام 2013م، استحوذت لجنة الانتخابات في ناميبيا على 1700 وحدة تحكم و3500 وحدة اقتراع من شركة بهارات إلكترونيكس المحدودة، وتم استخدام هذه الوحدات في الانتخابات الإقليمية والرئاسية في عام 2014م.   وقد أبدت العديد من الدول الآسيوية والأفريقية الأخرى اهتمامها أيضًا باستخدام آلات التصويت الإلكترونية المصنوعة في الهند. 

## معرض الصور

وحدة التحكم
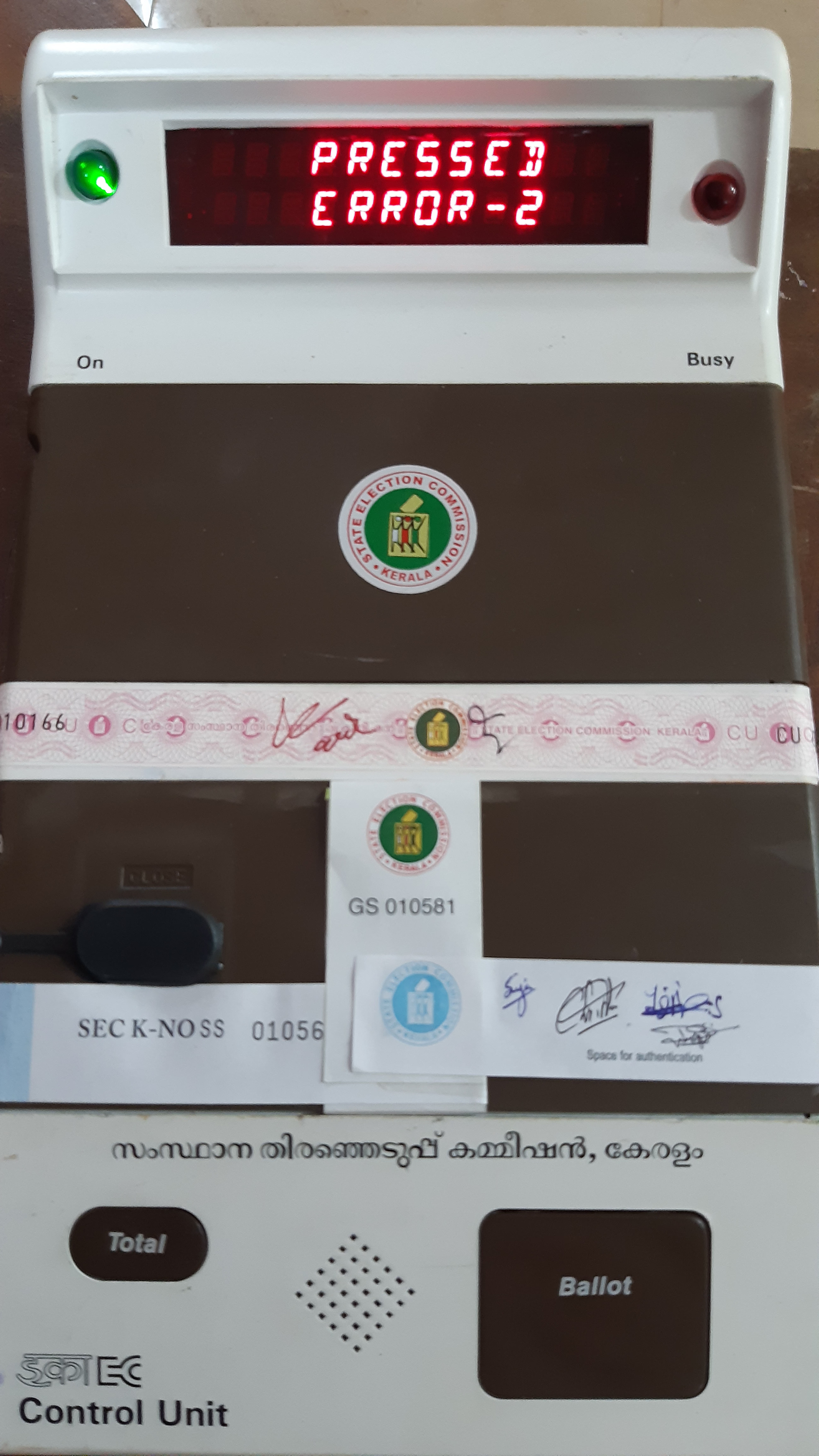
آلة التصويت الإلكتروني
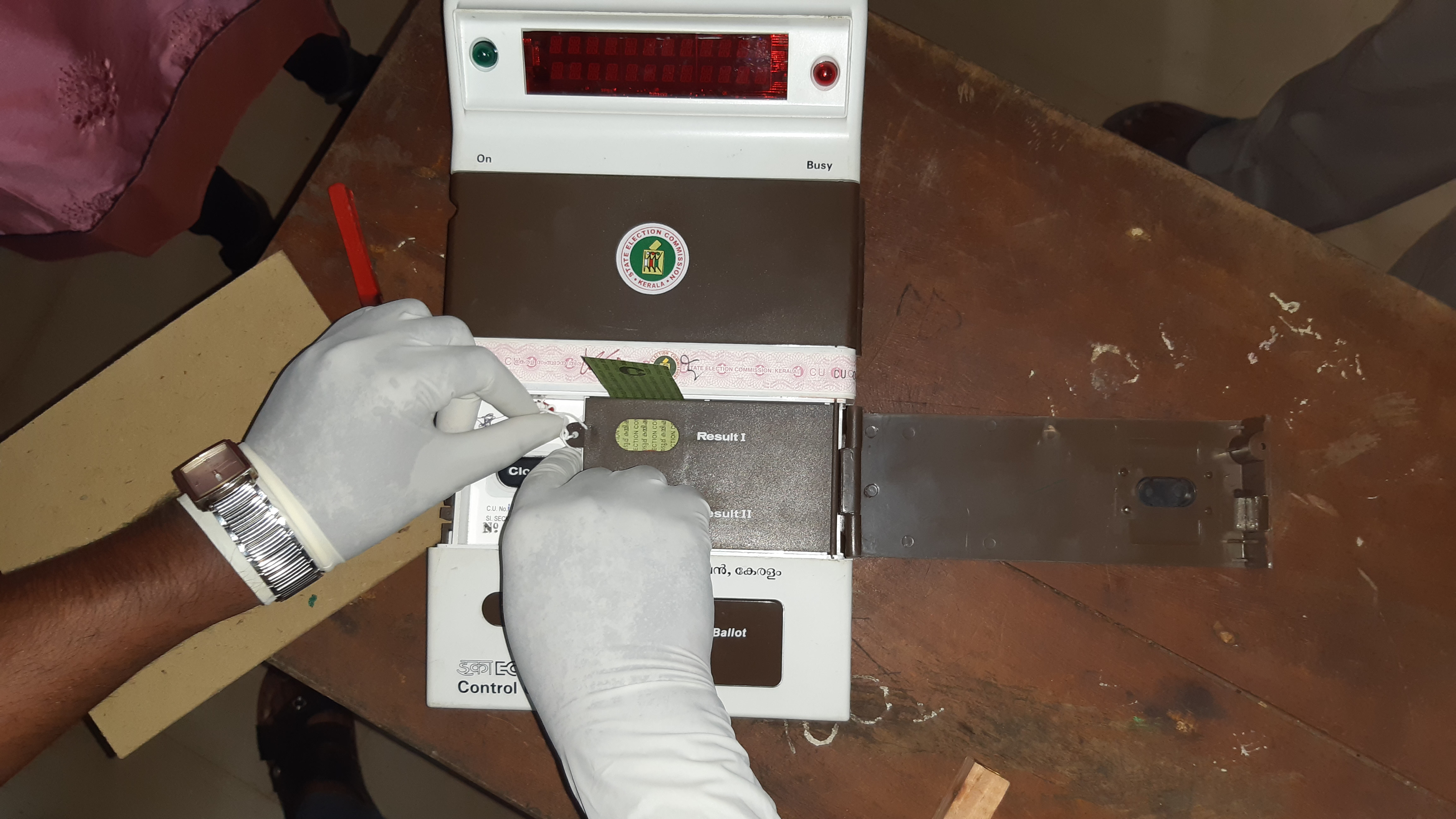
وحدة التحكم في آلة التصويت الإلكتروني
- وحدة التحكم في آلة التصويت الإلكتروني 2
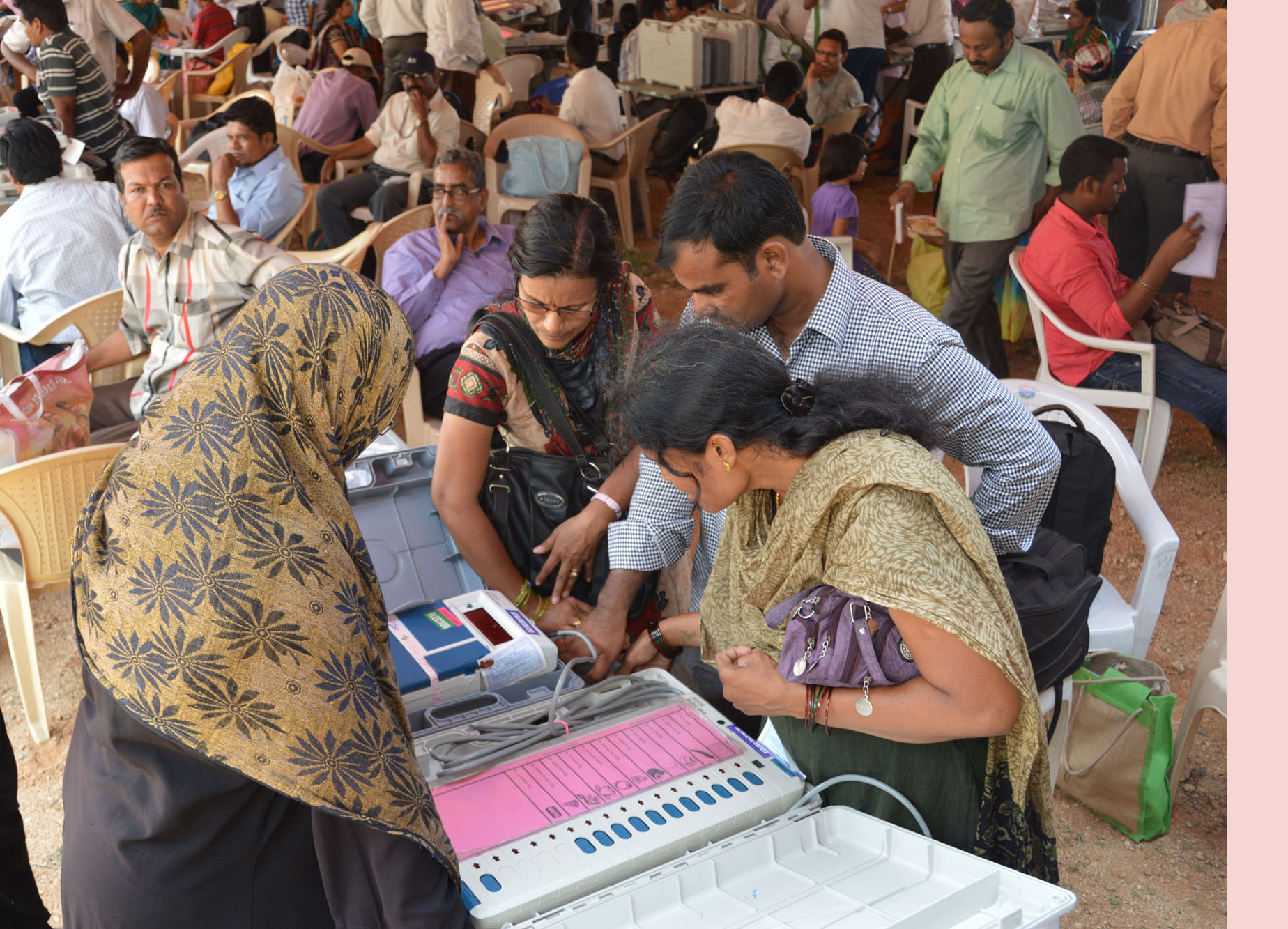
الهنود يدلون باصواتهم في إحدى الانتخابات عن طريق التصويت الإلكتروني
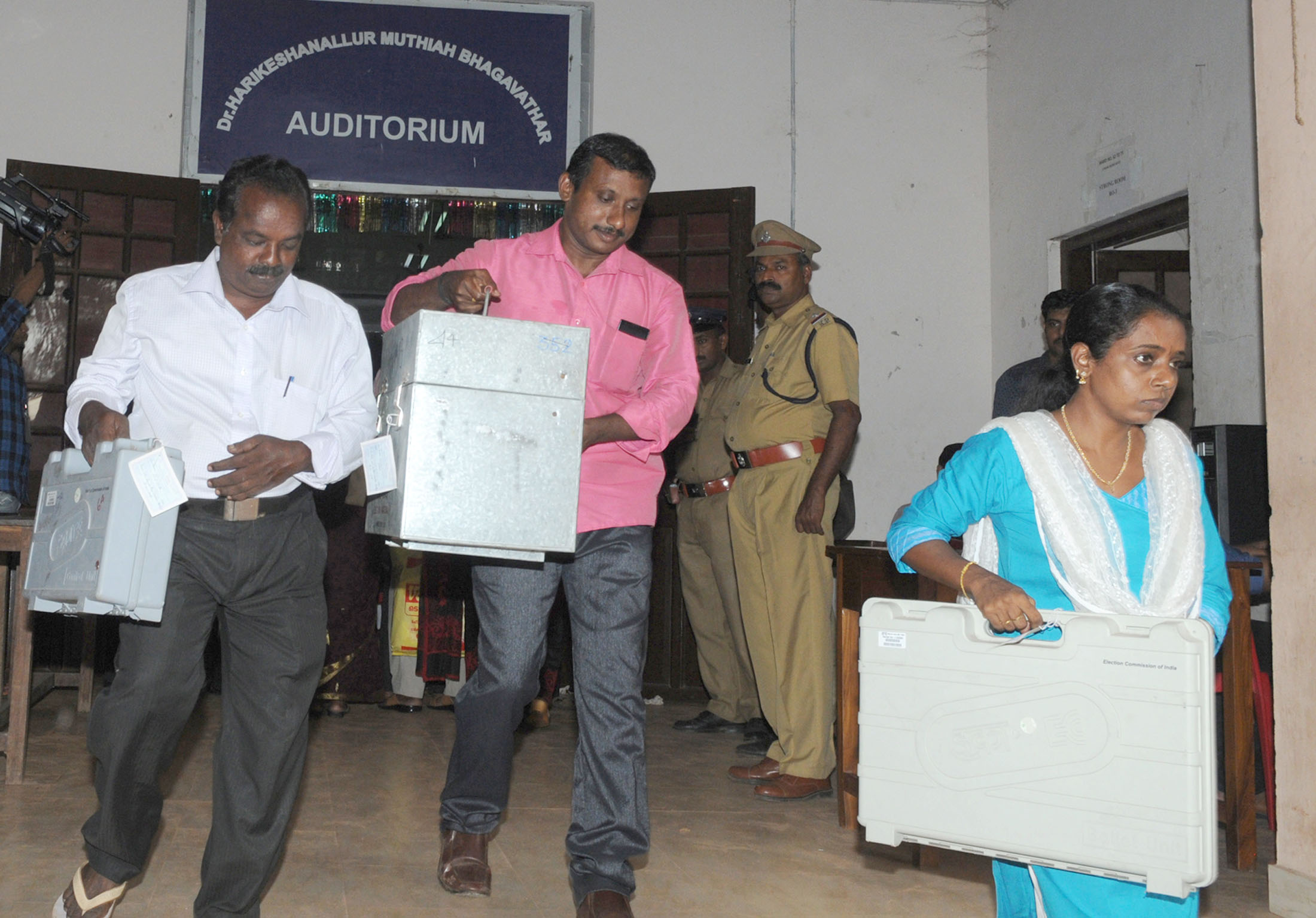
مسؤلو الاقتراع يحملون آلات التصويت الإلكتروني
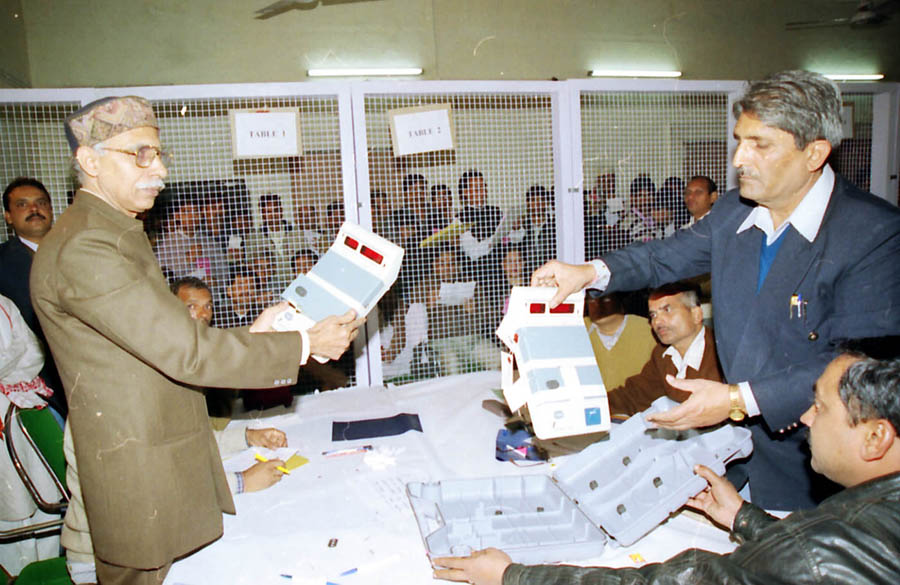
التصويت بآلات التصويت الإلكتروني في الهند
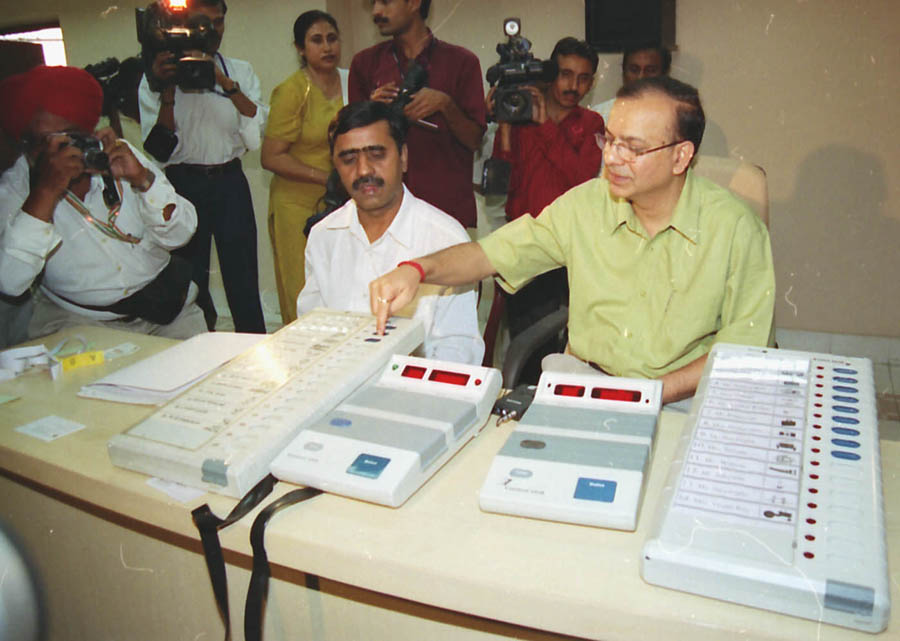
التصويت الإلكتروني في نيودلهي في انتخابات 2004